# 517 (szám)
Az 517 (római számmal: DXVII) egy természetes szám, félprím, a 11 és a 47 szorzata.

## A szám a matematikában
A tízes számrendszerbeli 517-es a kettes számrendszerben 1000000101, a nyolcas számrendszerben 1005, a tizenhatos számrendszerben 205 alakban írható fel.
Az 517 páratlan szám, összetett szám, azon belül félprím, kanonikus alakban a 111 · 471 szorzattal, normálalakban az 5,17 · 102 szorzattal írható fel. Négy osztója van a természetes számok halmazán, ezek növekvő sorrendben: 1, 11, 47 és 517.
Az 517 négyzete 267 289, köbe 138 188 413, négyzetgyöke 22,73763, köbgyöke 8,02596, reciproka 0,0019342. Az 517 egység sugarú kör kerülete 3248,40680 egység, területe 839 713,15879 területegység; az 517 egység sugarú gömb térfogata 578 842 270,8 térfogategység.